# Thư mục trình bày
Thư mục trình bày là một loại thư mục chứa giấy tờ rời hoặc tài liệu với nhau để tổ chức và bảo vệ. Các thư mục trình bày thường bao gồm một tờ giấy nặng hoặc vật liệu mỏng nhưng cứng khác được gấp đôi với các ngăn để giữ tài liệu giấy. Thư mục trình bày hoạt động giống như thư mục tệp để tổ chức. Chúng có thể được in hoặc đơn giản và có thể được sử dụng, trong số những thứ khác, như một công cụ cho các bài thuyết trình kinh doanh cho khách hàng để hỗ trợ trong quá trình bán hàng.

## Sử dụng thư mục trình bày
Các thư mục trình bày có nhiều kiểu khác nhau để phù hợp với nhiều mục đích khác nhau. Hầu hết tất cả được sản xuất bởi một công ty để tiếp thị cho một sản phẩm (kinh doanh) và/hoặc dịch vụ, nhưng chúng có thể có  các chức năng khác. Một vài ví dụ sẽ là một công ty sản xuất một sản phẩm mới và muốn cho khách hàng thấy tất cả lợi ích của sản phẩm đó theo cách tổ chức hoặc các thư mục được sử dụng để sắp xếp tài liệu để phân phối cho các đại biểu tại một hội nghị.
Một số loại thư mục trình bày:
- Tiêu chuẩn 9 "x 12" hai ngăn
- Gấp ba hoặc ba tấm
- Công suất (thường với 1/4 "+ cột sống để giữ nhiều hơn)
- Có thẻ (để sử dụng trong các tập tin treo hoặc tủ hồ sơ)
- Nhỏ hoặc mini
- Xanh hay thân thiện với môi trường

Các mẫu

Thêm thư mục bản trình bày được in cho nhiều doanh nghiệp khác nhauThêm thư mục bản trình bày được in cho nhiều doanh nghiệp khác nhau
Thư mục có gai để giữ thêm tài liệu.Thư mục có gai để giữ thêm tài liệu.
Các thư mục in thân thiện với môi trường.Các thư mục in thân thiện với môi trường.